# Verdammt zur Sünde
Verdammt zur Sünde (Alternativtitel: Die Festung) ist ein deutscher Spielfilm aus dem Jahr 1964 von Alfred Weidenmann in Form eines satirischen Zeit- und Sittenbildes, entstanden nach dem Roman Die Festung von Henry Jaeger. In den Hauptrollen spielen Martin Held und Hildegard Knef.

## Handlung
Deutschland zur Zeit des Wirtschaftswunders. Der nach dem Zweiten Weltkrieg aus dem von Polen annektierten Osten Deutschlands vertriebene Hugo Starosta gehört zu den Wenigen, die es in den Wiederaufbaujahren nicht geschafft haben. Gemeinsam mit seiner Großfamilie haust er auch noch fast zwanzig Jahre nach Kriegsende in einer festungsgleichen Burg, die vom Staat als Auffang- und Flüchtlingslager betrieben wird und mehr und mehr zu einem sozialen Wohnungsbauprojekt geworden ist. Die Unterkunft – ein Einzimmernotquartier für acht Personen aus drei Generationen – ist verkommen, ärmlich und verdreckt, Starosta selbst arbeitsscheu und schwadronierend, herrisch und bisweilen cholerisch. Seine Kinder kennen nichts anderes als dieses Elend und drohen selbst zu verwahrlosen. Einer seiner Sprösslinge wird mit 15 Vater, eine andere, eigentlich Fabrikarbeiterin, geht heimlich der Prostitution nach. Aggressionen, Gewaltausbrüche und hemmungsloser Lebenswandel stehen auf der Tagesordnung.
Während andere Lagerbewohner danach streben, diese unwürdigen Lebensbedingungen so schnell wie möglich hinter sich zu lassen, hat sich der alte Starosta mit diesen Umständen längst arrangiert und fühlt sich sogar wohl dabei. Er legt sich gern mit den Behörden an und erreicht schließlich, dass er und sein Clan bleiben darf, während die anderen Bewohner nach und nach die Festung räumen. Starosta verteidigt sein Elends-„Paradies“ mit aller Konsequenz, jugendliche Eindringlinge werden von ihm schon mal – mit Sachen werfend und Fußtritte verteilend – aus dem Zimmerchen vertrieben. Mehr und mehr ist Hugo Starosta zum Patriarchen einer Familie geworden, die sich im abgehängten Prekariat wohlig eingerichtet hat. Starosta erweist sich als mürrischer Lebenskünstler, der allenfalls nur scheinbar Initiative ergreift, den herrschenden Zuständen zu entkommen; beispielsweise, wenn er eine Art „Transportunternehmen“ gründet. Dennoch bleibt seine tagtägliche Hauptbeschäftigung Faulenzen, hochtrabende Reden schwingen und anderen auf den Nerv fallen.
Auch die anderen Starostas und ihr personelles Umfeld scheinen einem Panoptikum skurriler Typen zu entspringen; da ist beispielsweise die hochbetagte Großmutter, die einfach nicht sterben will und sich über den bereits ausgesuchten, in ihren Augen minderwertigen Sarg beklagt. Einer der Starosta-Söhne, der scheue Albert, besitzt gewaltige Segelohren, die all sein Denken und Handeln bestimmen. Der Freund von Starostas Schwester lebt sein Image als prolliger Frauenbeglücker aus, während der Vertreter, ein sanftmütig-bescheidener Mann, den absoluten Gegenpol zu ihm darstellt. Die beiden ältesten Starosta-Söhne haben die Festung fluchtartig verlassen. Sie heißen Adolf und Hermann und werfen ein Licht auf Hugo Starostas politische Gesinnung bis 1945. Nachbarin Alwine hat, wie sie sagt, „auf der Flucht gewisse Dinge erlebt“ und ist seitdem nicht mehr wirklich an Sex interessiert. Auch Starostas Ehefrau wurde, so lässt Hugo in einem Halbsatz durchblicken, von Rotarmisten vergewaltigt, aber, so Starosta, „der hat es nicht so viel ausgemacht“.

## Produktionsnotizen
Verdammt zur Sünde wurde Mitte 1964 gedreht und am 25. September 1964 in Deutschland uraufgeführt. Die Außenaufnahmen entstanden vor allem in Österreich: Wels, Linz, Schloss Parz und Burg Rappottenstein. Die Fernseherstausstrahlung erfolgte am 10. September 1970 in der ARD.
Für den 60-jährigen Produktionsveteranen Eberhard Klagemann war dies der letzte Film. Die Bauten und Kostüme stammen von Herta Hareiter. Gert Wilden übernahm die musikalische Leitung.
Die zur Drehzeit 20-jährige Christa Linder gab in Verdammt zur Sünde ihr Filmdebüt. Für eine deutsche Produktion des Jahres 1964 sind einige „gewagte“ Szenen zu sehen: so gibt es etwa eine Sekunde lang eine nackte, weibliche Brust zu sehen, und während eines erotischen Gerangels wird Kerstin de Ahna an den (vom Kleid bedeckten) Busen gefasst.
Laut Herstellungsleiter Karl Spiehs wusste das zeitgenössische Kinopublikum den Film kaum zu würdigen. Durch die vielbeachteten Wiederholungen im Fernsehen sei er jedoch „ein Kultfilm aus dem sozialen Milieu der Nachkriegszeit“ geworden.

## Auszeichnungen
Die 84-jährige Theaterveteranin Tilla Durieux erhielt für ihre Leistung das Filmband in Gold als beste Nebendarstellerin. Martin Held und Hildegard Knef waren als beste Hauptdarsteller gleichfalls nominiert.
Held wurde 1965 auf dem Filmfestival von Mar del Plata als bester Schauspieler ausgezeichnet.

## Kritik
Der Spiegel schrieb in seiner Ausgabe von 9. Dezember 1964: „Nur die Anfangsszenen dieses Films nach dem Roman „Die Festung“ des Ex-Zuchthäuslers Henry Jäger (SPIEGEL 40/1963) verheißen Bewältigung deutscher Wirklichkeit, dann schwenkt Regisseur Alfred Weidenmann ab – zum mäßig amüsanten Asozialen-Schwank, dem auch der virtuose Martin Held (Starosta) und Hildegard Knef als frigide Flüchtlingsfrau nicht aufhelfen.“
Das Lexikon des internationalen Films formulierte: „Ein drastisch ausgemaltes Sittenbild, dessen bittere Schilderung deutscher Nachkriegswirren zum oberflächlichen Spektakel verkommt; allenfalls schauspielerisch bemerkenswert.“
In Filme 1962/64 heißt es voller Empörung: “Nach Henry Jaegers Roman ’Die Festung’ als Anklage gegen Staat und Gesellschaft gedachtes Sittengemälde, das in Absicht und Wahl der Mittel weit über das Ziel hinausschießt. Trotz beachtlicher darstellerischer Einzelleistungen im ganzen unannehmbar.”
Martin Prucha schrieb in Reclams Lexikon des deutschen Films (1995), das für den deutschen Film jener Zeit ebenso freizügige wie derbe Sittengemälde vermittle ein anschauliches Bild der Nachkriegszeit. Die größte Wirkung verdanke es der Unmittelbarkeit und Intensität seiner jungen Darsteller.